# Podziemia Rynku w Krakowie

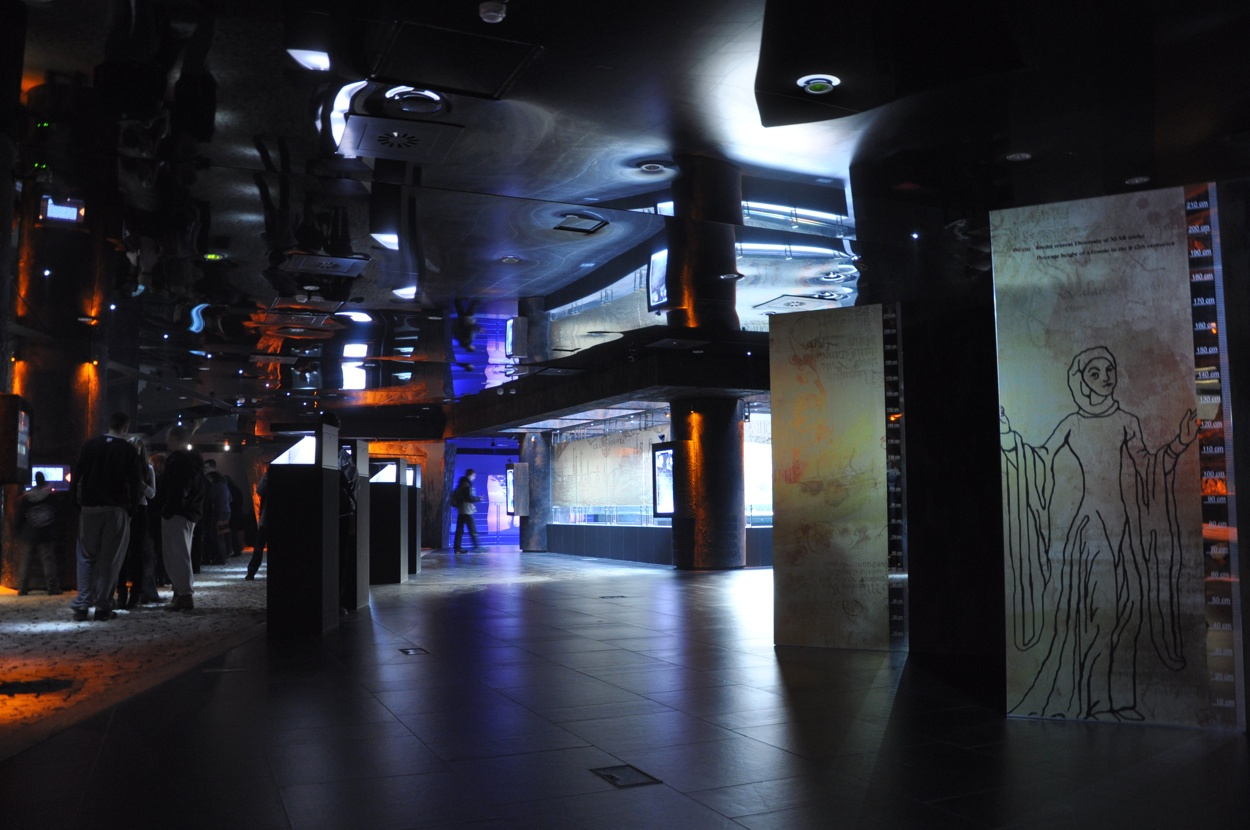
Podziemia rynku

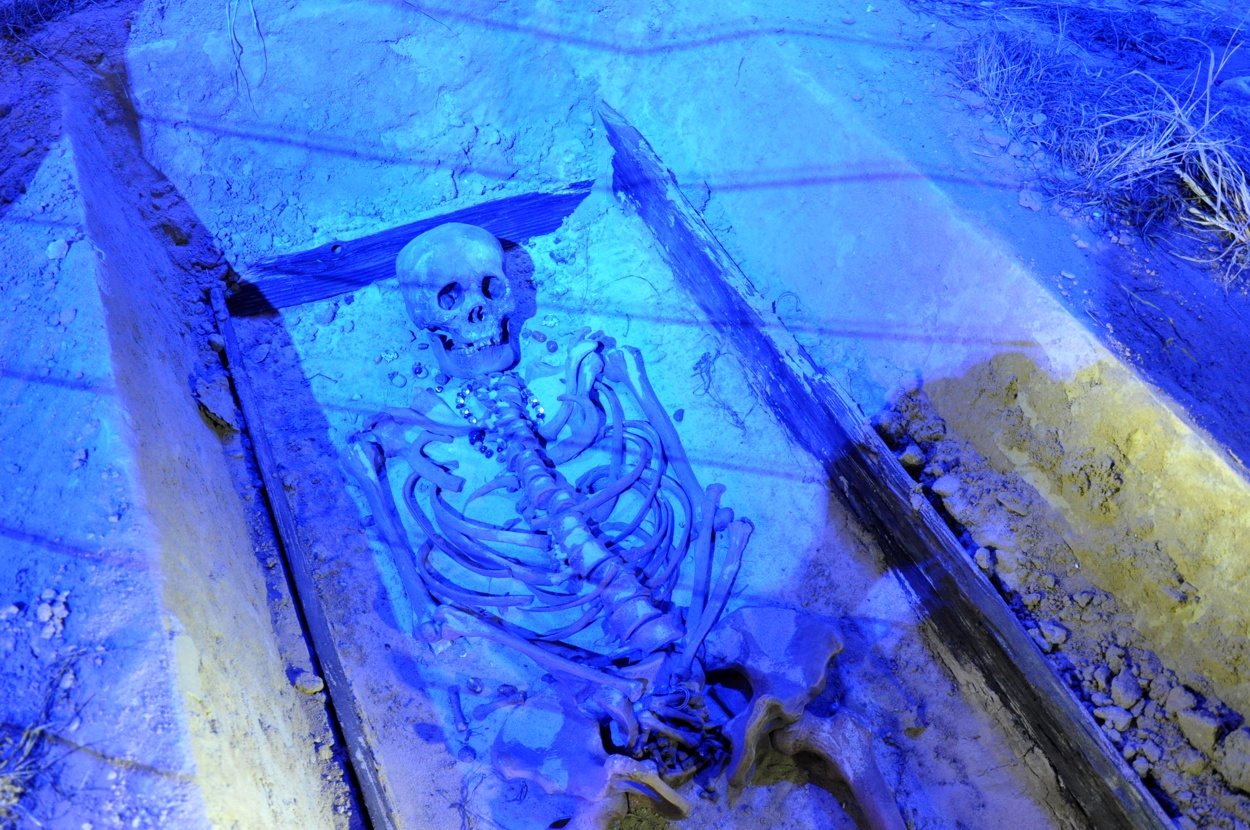
Cmentarzysko

Podziemia Rynku Głównego w Krakowie – oddział Muzeum Historycznego Miasta Krakowa znajdujący się pod wschodnią częścią płyty Rynku Głównego. Zajmuje powierzchnię ponad 6 tys. m², z czego rezerwat archeologiczny – blisko 4 tys. m².
Pierwsze prace pod ziemią rozpoczęły się w połowie 2005 roku. Koszt całej inwestycji wyniósł prawie 38 mln zł. Pierwotnie otwarcie muzeum miało nastąpić 5 czerwca 2010, jednak zakończenie prac przesunięto na 31 sierpnia 2010. Muzeum zostało oficjalnie otwarte 24 września 2010. Prace przy udostępnieniu podziemi zostały współfinansowane przez UE ze środków Europejskiego Funduszu Rozwoju Regionalnego w ramach Programu Operacyjnego Innowacyjna Gospodarka 2007-2013.
Projekt architektoniczny ekspozycji stworzył prof. Andrzej Kadłuczka z zespołem Studia Archecon. Twórcą koncepcji wystawy był dr Cezary Buśko. Trasę zaaranżowali Mieczysław Bielawski, Marcin Pietuch i Tomasz Salwierz.

## Ekspozycje
W Podziemiach znajduje się zarówno stała, jak i czasowa ekspozycja. Stałą ekspozycję, zatytułowaną Śladem europejskiej tożsamości Krakowa, udostępniono 3 dni po otwarciu muzeum, tj. 27 września 2010. Jest to multimedialne widowisko – podróż w czasie, w której można poczuć atmosferę panującą na średniowiecznym rynku. W czasie zwiedzania turystom towarzyszą odgłosy gwaru targu albo też płonących zabudowań. Wykorzystano liczne nowoczesne techniki multimedialne, np. urządzenia holograficzne do prezentacji rekonstrukcji budynków, mające stworzyć w muzeum atmosferę pozwalającą wczuć się w Kraków sprzed siedmiuset lat. Poza zwykłymi eksponatami, około sześciuset modeli można zobaczyć w trójwymiarze na jednym z 37 ekranów dotykowych. Na terenie muzeum znajduje się też ekran z pary wodnej oraz kilkadziesiąt wyświetlaczy i projektorów.
Podziemna ekspozycja przedstawia zarówno historię Krakowa, jak i związku tego miasta z Hanzą oraz ośrodkami handlowymi i kulturalnymi średniowiecznej Europy. Prezentowane zabytki (monety z XIV w., ceramika, ozdoby, średniowieczne narzędzia, 600-letnie przybory higieniczne) potwierdzają wielusetletnią tradycję wymiany handlowej prowadzonej na krakowskim Rynku, a zachowane fragmenty brukowanych dróg świadczą o średniowiecznych technologiach budowy dróg. Proces nieustannego podnoszenia się poziomu rynku wraz z rozwojem cywilizacji przez kilkaset lat prezentują natomiast tzw. świadki archeologiczne – zachowane profile ziemne. Życie codzienne Krakowa dokumentują zgromadzone przedmioty: gliniane figurki, skórzane buty, kości do gry, pochodzące ze Wschodu paciorki i medaliony, a także groty tatarskich strzał. Unikatem na skalę światową jest 693-kilogramowa bryła handlowego ołowiu (tzw. bochen).
Zwiedzający wędrują pod ziemią wokół Sukiennic szklanymi pochylniami i kładkami, zawieszonymi ponad zachowanymi średniowiecznymi traktami, z których najstarsze datuje się na XI wiek. W skład stałej ekspozycji wchodzą m.in.:
- dawne wodociągi,
- skrzyżowanie szlaków drożnych,
- osada przedlokacyjna,
- Kramy Bolesławowe,
- Kramy Bogate,
- główne towary eksportowe Krakowa,
- średniowieczne bruki Sukiennic,
- mapa handlu dalekiego,
- rekonstrukcja dwunastowiecznych warsztatów złotnika i kowala,
- relikty spalonej osady,
- makieta piętnastowiecznego miasta,
- cmentarzysko z XI w.,
- historiografia miasta Krakowa,
- hologramy – zabudowa Rynku,
- rekonstrukcja kramu kupca średniowiecznego,
- sale projekcyjne oraz sala kinowa,
- strefa dla dzieci (pokój zabaw z teatrzykiem Legenda o dawnym Krakowie).